# Benjamin Schulte
Benjamin Anthony Aguon Schulte (ur. 22 grudnia 1995 w Tamuning) – guamski pływak specjalizujący się w stylu klasycznym, olimpijczyk z Londynu i Rio de Janeiro.

## Przebieg kariery
W 2011 uczestniczył w mistrzostwach świata, na których rywalizował w dwóch konkurencjach. W konkurencji 100 m st. klasycznym zajął w końcowej klasyfikacji 72. pozycję z czasem 1:07,62, natomiast w konkurencji 200 m tym samym stylem – 52. pozycję z czasem 2:28,21. W 2012 roku próbował sił w pływaniu na otwartym akwenie, w czerwcu udało mu się przejść przez turniej kwalifikacyjny do letnich igrzysk olimpijskich w Londynie. Podczas samych igrzysk, zawodnik brał udział w konkurencji pływania na dystansie 10 km, gdzie uzyskał rezultat czasowy 2:00:35,10 plasujący go na 25. pozycji w tabeli wyników.
W 2013 po raz drugi w karierze był uczestnikiem mistrzostw świata – w konkurencji 50 m st. klasycznym osiągnął czas 0:29,61 i zajął z nim 56. pozycję w tabeli wyników a w konkurencji 100 m tym samym stylem pływackim uzyskał czas 1:05,67 plasujący go na 57. pozycji. W 2015 wywalczył cztery medale na igrzyskach Pacyfiku – dwa złote medale w konkurencjach 200 i 400 m st. zmiennym, srebrny medal w konkurencji 100 m st. klasycznym oraz brązowy medal w konkurencji 200 m st. klasycznym. W tym samym roku wziął udział w mistrzostwach świata, w których uczestniczył w konkurencji 100 m st. klasycznym i zajął 53. pozycję z czasem 1:03,84 a w konkurencji 200 m st. zmiennym wynikiem 2:09,50 uplasował się na 43. pozycji w klasyfikacji końcowej.
W 2016 uczestniczył w letnich igrzyskach olimpijskich, tym razem startował w konkurencji 100 m st. klasycznym. W eliminacjach uzyskał czas 1:03,29 plasujący go na 4. pozycji w swej kolejce i niedający mu awansu do dalszej części zmagań, z tym rezultatem znalazł się na 43. pozycji w klasyfikacji końcowej. Natomiast tym rezultatem ustanowił nowy rekord kraju.
W ramach pływackich mistrzostw świata rozegranych w 2019 roku uczestniczył w konkurencjach 50 i 100 metrów st. klasycznym. Na krótszym dystansie uzyskał rezultat 0:28,73 i zajął 46. pozycję, na dłuższym zaś uzyskał rezultat czasowy 1:04,40 i zajął 46. pozycję w klasyfikacji końcowej.

## Rekordy życiowe
| Konkurencja              | Data             | Miejsce        | Rezultat   | Źródło     |
| Basen 50 m               | Basen 50 m       | Basen 50 m     | Basen 50 m | Basen 50 m |
| ------------------------ | ---------------- | -------------- | ---------- | ---------- |
| 100 m stylem dowolnym    | 16 grudnia 2012  | Brisbane       | 0:54,05    | [ 6 ]      |
| 200 m stylem dowolnym    | 12 kwietnia 2012 | Brisbane       | 1:57,73    | [ 6 ]      |
| 400 m stylem dowolnym    | 17 grudnia 2012  | Brisbane       | 4:10,63    | [ 6 ]      |
| 800 m stylem dowolnym    | 10 grudnia 2011  | Brisbane       | 8:45,80    | [ 6 ]      |
| 1500 m stylem dowolnym   | 10 grudnia 2011  | Brisbane       | 16:42,83   | [ 6 ]      |
| 100 m stylem grzbietowym | 18 grudnia 2012  | Brisbane       | 1:06,00    | [ 6 ]      |
| 50 m stylem klasycznym   | 23 lipca 2019    | Gwangju        | 0:28,73    | [ 3 ]      |
| 100 m stylem klasycznym  | 6 sierpnia 2016  | Rio de Janeiro | 1:03,29    | [ 3 ]      |
| 200 m stylem klasycznym  | 28 lipca 2011    | Brisbane       | 2:27,30    | [ 6 ]      |
| 50 m stylem motylkowym   | 5 sierpnia 2015  | Kazań          | 0:27,10    | [ 3 ]      |
| 100 m stylem motylkowym  | 20 grudnia 2012  | Brisbane       | 1:02,76    | [ 6 ]      |
| 200 m stylem zmiennym    | 9 lipca 2015     | Port Moresby   | 2:09,22    | [ 3 ]      |
| 400 m stylem zmiennym    | 7 lipca 2015     | Port Moresby   | 4:39,11    | [ 3 ]      |
| Basen 25 m               |                  |                |            |            |
| 50 m stylem klasycznym   | 15 grudnia 2018  | Hangzhou       | 0:28,05    | [ 3 ]      |
| 100 m stylem klasycznym  | 11 grudnia 2018  | Hangzhou       | 1:02,01    | [ 3 ]      |
| Otwarty akwen            |                  |                |            |            |
| 10 km                    | 10 czerwca 2012  | Setubal        | 2:00:56,40 | [ 3 ]      |